# Maskelyne (cràter)

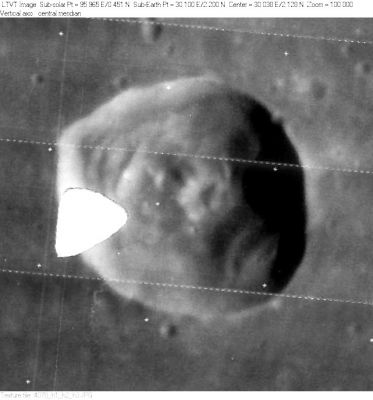
Fotografia de la missió Lunar Orbiter 4

Maskelyne és un solitari cràter d'impacte lunar que es troba a la part sud-est del Mare Tranquillitatis. La vora exterior té una forma lleugerament poligonal, encara que en general és circular. Les parets interiors apareixen aterrides, i presenta una reduïda elevació central al punt mitjà del sòl.

## Cràters satèl·lit
Per convenció aquests elements són identificats als mapes lunars posant la lletra al costat del punt mitjà del cràter que està més proper a Maskelyne.

## Expedició de l'Apolo

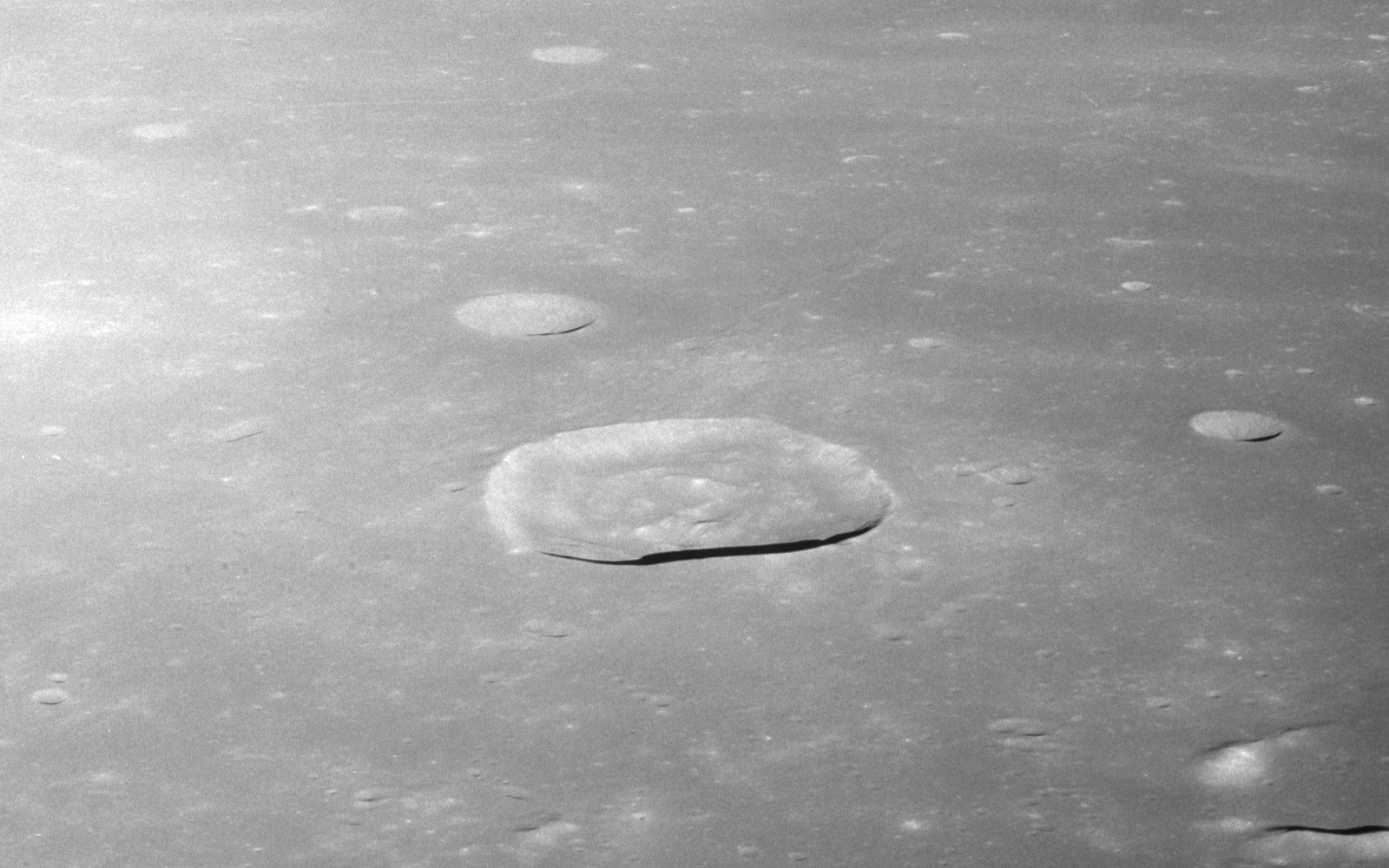
Fotografia de la missió Apol·lo 11

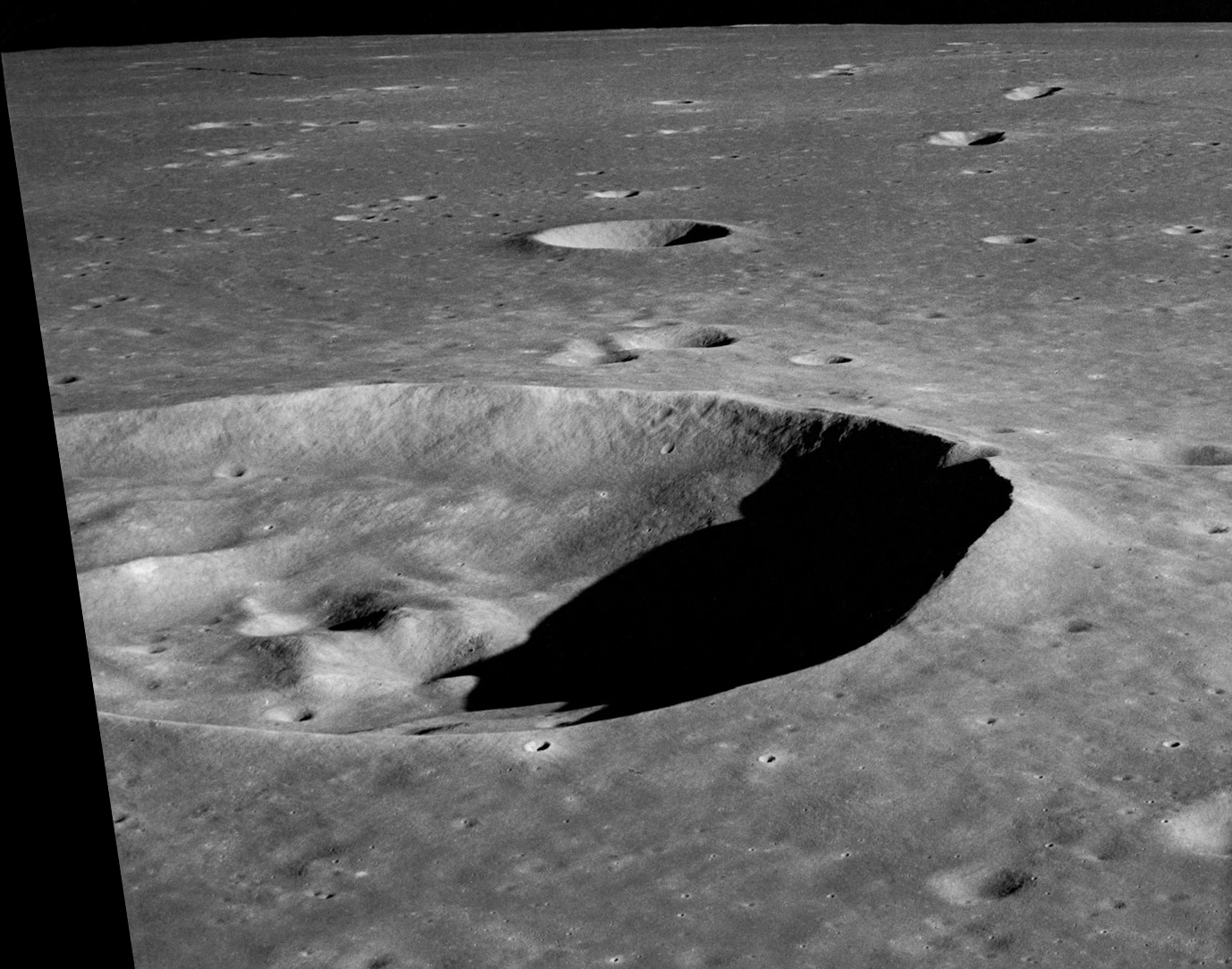
Fotografia de la missió Apol·lo 10

El lloc d'allunatge de l'expedició de l'Apollo 11 és a uns 250 quilòmetres a l'oest-sud-oest. Al nord-est es localitzen els cràters Wallach i Aryabhata. Al sud-est es troba el brillant cràter Censorinus, i al sud apareixen les muntanyes lunars informalment conegudes com Duke Island i Boot Hill.
| - Imatge de la missió Lunar Orbiter 4 de Maskelyne F - Vista obliqua de Maskelyne F desde l'Apollo 10 | \| Maskelyne \| Coordenades \| Diàmetre \| \| --------- \| ----------------------------------- \| -------- \| \| A \| 0° 06′ N, 34° 00′ E / 0.1°N,34.0°E \| 29 km \| \| B \| 2° 00′ N, 28° 54′ E / 2.0°N,28.9°E \| 9 km \| \| C \| 1° 06′ N, 32° 42′ E / 1.1°N,32.7°E \| 9 km \| \| D \| 2° 30′ N, 32° 30′ E / 2.5°N,32.5°E \| 33 km \| \| F \| 4° 12′ N, 35° 18′ E / 4.2°N,35.3°E \| 21 km \| \| G \| 2° 24′ N, 26° 42′ E / 2.4°N,26.7°E \| 6 km \| \| J \| 3° 12′ N, 32° 42′ E / 3.2°N,32.7°E \| 4 km \| \| K \| 3° 18′ N, 29° 36′ E / 3.3°N,29.6°E \| 5 km \| \| M \| 7° 48′ N, 27° 54′ E / 7.8°N,27.9°E \| 8 km \| \| N \| 5° 24′ N, 30° 18′ E / 5.4°N,30.3°E \| 5 km \| \| P \| 0° 30′ N, 34° 06′ E / 0.5°N,34.1°E \| 10 km \| \| R \| 3° 00′ N, 31° 18′ E / 3.0°N,31.3°E \| 13 km \| \| T \| 0° 00′ N, 36° 36′ E / -0.0°N,36.6°E \| 5 km \| \| W \| 0° 54′ N, 29° 12′ E / 0.9°N,29.2°E \| 4 km \| \| X \| 1° 18′ N, 27° 24′ E / 1.3°N,27.4°E \| 4 km \| \| Y \| 1° 48′ N, 28° 06′ E / 1.8°N,28.1°E \| 4 km \| |          |
| Maskelyne                                                                                             | Coordenades | Diàmetre |
| A | 0° 06′ N, 34° 00′ E / 0.1°N,34.0°E | 29 km    |
| B | 2° 00′ N, 28° 54′ E / 2.0°N,28.9°E | 9 km     |
| C | 1° 06′ N, 32° 42′ E / 1.1°N,32.7°E | 9 km     |
| D | 2° 30′ N, 32° 30′ E / 2.5°N,32.5°E | 33 km    |
| F | 4° 12′ N, 35° 18′ E / 4.2°N,35.3°E | 21 km    |
| G | 2° 24′ N, 26° 42′ E / 2.4°N,26.7°E | 6 km     |
| J | 3° 12′ N, 32° 42′ E / 3.2°N,32.7°E | 4 km     |
| K | 3° 18′ N, 29° 36′ E / 3.3°N,29.6°E | 5 km     |
| M | 7° 48′ N, 27° 54′ E / 7.8°N,27.9°E | 8 km     |
| N | 5° 24′ N, 30° 18′ E / 5.4°N,30.3°E | 5 km     |
| P | 0° 30′ N, 34° 06′ E / 0.5°N,34.1°E | 10 km    |
| R | 3° 00′ N, 31° 18′ E / 3.0°N,31.3°E | 13 km    |
| T | 0° 00′ N, 36° 36′ E / -0.0°N,36.6°E | 5 km     |
| W | 0° 54′ N, 29° 12′ E / 0.9°N,29.2°E | 4 km     |
| X | 1° 18′ N, 27° 24′ E / 1.3°N,27.4°E | 4 km     |
| Y | 1° 48′ N, 28° 06′ E / 1.8°N,28.1°E | 4 km     |

Els següents cràters han estat reanomenats per l'UAI.
- Maskelyne E - Vegeu Aryabhata (cràter).
- Maskelyne H - Vegeu Wallach (cràter).